# Selaginella squarrosa
Selaginella squarrosa är en mosslummerväxtart som beskrevs av Bak.. Selaginella squarrosa ingår i släktet mosslumrar, och familjen mosslummerväxter. Inga underarter finns listade i Catalogue of Life.